# Eleocharis equisetoides
Eleocharis equisetoides är en halvgräsart som först beskrevs av Stephen Elliott, och fick sitt nu gällande namn av John Torrey. Eleocharis equisetoides ingår i släktet småsäv, och familjen halvgräs. Inga underarter finns listade i Catalogue of Life.